# Globba ranongensis
Globba ranongensis är en enhjärtbladig växtart som beskrevs av Chayan Picheansoonthon och Tiyaw. Globba ranongensis ingår i släktet Globba och familjen Zingiberaceae. Inga underarter finns listade i Catalogue of Life.